# Lisbon (Maine)
Lisbon és una població dels Estats Units a l'estat de Maine (EUA). Segons el cens del 2000 tenia 9.077 habitants.

## Demografia
Segons el cens del 2000, Lisbon tenia 9.077 habitants, 3.608 habitatges, i 2.485 famílies. La densitat de població era de 148,4 habitants/km².
Dels 3.608 habitatges en un 34,1% hi vivien nens de menys de 18 anys, en un 53,3% hi vivien parelles casades, en un 11,2% dones solteres, i en un 31,1% no eren unitats familiars. En el 24,4% dels habitatges hi vivien persones soles el 9,1% de les quals corresponia a persones de 65 anys o més que vivien soles. El nombre mitjà de persones vivint en cada habitatge era de 2,51 i el nombre mitjà de persones que vivien en cada família era de 2,97.
Per edats la població es repartia de la següent manera: un 26,5% tenia menys de 18 anys, un 8,3% entre 18 i 24, un 31,7% entre 25 i 44, un 21,9% de 45 a 60 i un 11,6% 65 anys o més.
L'edat mediana era de 36 anys. Per cada 100 dones de 18 o més anys hi havia 93,2 homes.
La renda mediana per habitatge era de 38.115 $ i la renda mediana per família de 42.614 $. Els homes tenien una renda mediana de 32.107 $ mentre que les dones 21.099 $. La renda per capita de la població era de 17.263 $. Entorn del 6,7% de les famílies i el 8,4% de la població estaven per davall del llindar de pobresa.